# 北郷忠相
北郷 忠相（ほんごう ただすけ）は戦国時代の武将。北郷氏8代当主。
大永3年（1523年）までは、伊東氏、北原氏、更には新納氏、本田氏らの四方に敵を抱えて長年戦い続け、伊東尹祐の猛攻に辛うじて都之城と安永城の兵800名で領地を維持している状態だったが、尹祐の急死によって伊東氏と和議を結ぶ。これを転機として、本田親尚や新納忠勝を攻め、次第に領域を拡大していく。
天文元年（1532年）、島津忠朝・北原久兼と密約を交わし、三軍で伊東氏領の三俣院高城を襲撃。伊東軍に壊滅的打撃を与えた（不動寺馬場の戦い）。
伊東氏はこの敗戦に加え、家中に内紛が発生したことで三俣院の維持が困難となり、軍勢を引き上げた。
こうして伊東尹祐に奪われた領域の回復を果たし、勢いに乗じて新納氏の梅北城、松山城、末吉城などの諸城を攻略すると、都城から三俣院高城に本拠を移した。
天文11年（1542年）には伊東・北原連合軍が再び侵攻してきたが、大楽で撃退した（大楽合戦）。この合戦以降、伊東氏は三俣方面から完全に撤退し、北原氏も野々美谷城を失って引き上げた。
この後さらに北原氏から山田城・志和池城を奪取した北郷氏は庄内（現在の都城市）一円を知行する最盛期を迎えることになる。
永禄2年（1559年）、73歳で没。